# Eupithecia evacuata
Eupithecia evacuata là một loài bướm đêm trong họ Geometridae.